# ULTra (rapid transit)

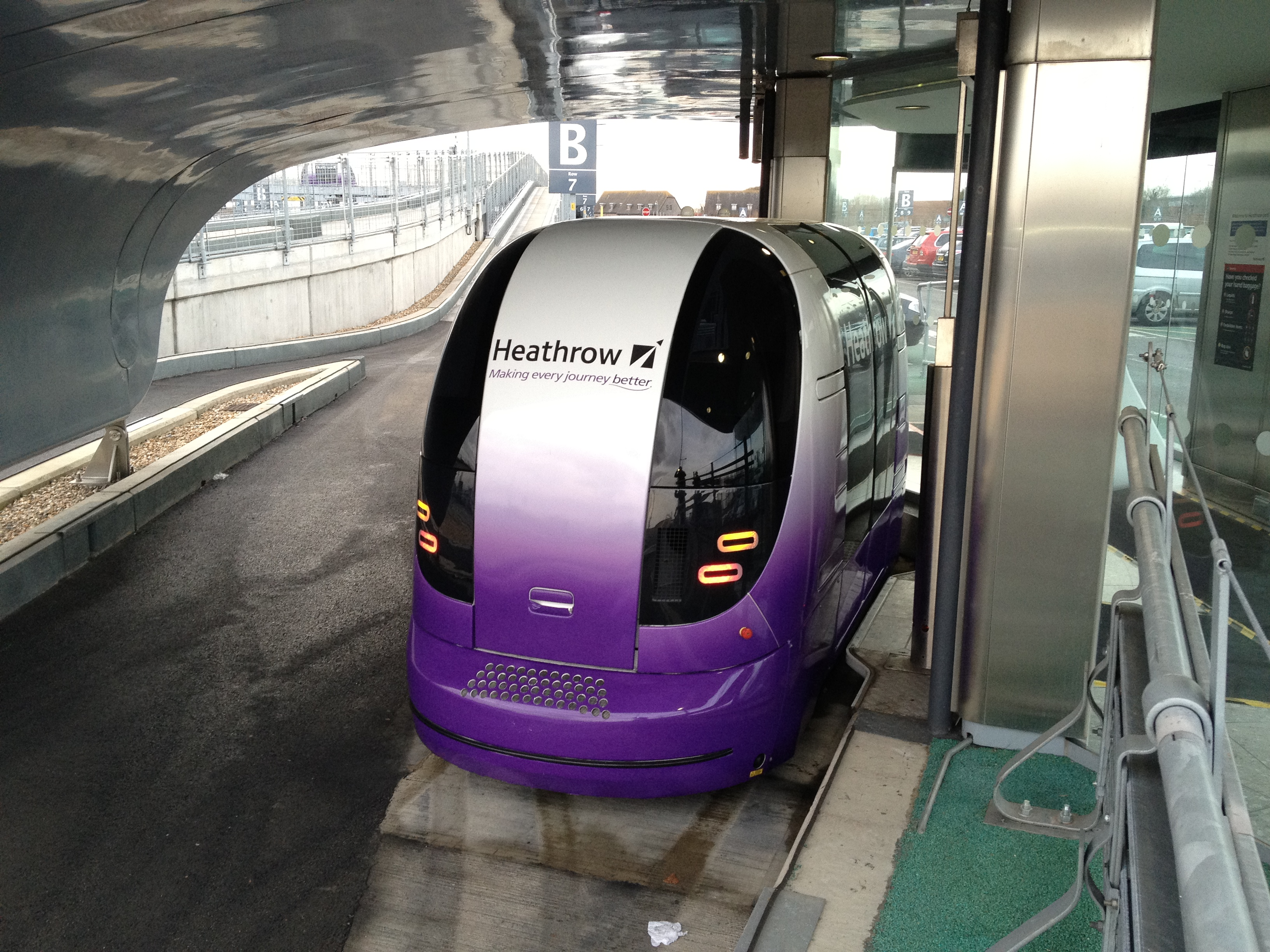
Un Ultra Pod en el aeropuerto de Heathrow, Londres

Ultra (Urban Light Transit) es un sistema personal de tránsito rápido PODCAR desarrollado por la empresa británica de ingeniería Ultra Global PRT (anteriormente Advanced Transport Systems).
El primer sistema público se inauguró en el aeropuerto londinense de Heathrow en mayo de 2011. Consta de 21 vehículos que operan en una ruta de 3,9 kilómetros (2,4 millas) que conecta la Terminal 5 con su estacionamiento comercial para pasajeros, justo al norte del aeropuerto.
Para reducir los costos de construcción, ULtra utiliza en gran medida tecnologías disponibles en el mercado, como neumáticos de goma que se ejecutan en una guía abierta. El enfoque ha resultado en un sistema que Ultra cree que es económico: la compañía informa que el costo total (vehículos, infraestructura y sistemas de control) es de entre £ 3 millones y £ 5 millones por kilómetro (milla) de guía. Por el contrario, el despliegue de Heathrow costó £ 30 millones para 3.8 kilómetros (2.4 millas) de guía.).

## Descripción
Vehículos
Los vehículos eléctricos tienen cuatro asientos, pueden llevar una carga útil de 500 kg y están diseñados para viajar a 40 km / h (25 mph) con gradientes de hasta un 20%, pero la compañía ha sugerido limitar las rutas operativas a gradientes del 10% para mejorar la comodidad del pasajero. Los vehículos pueden acomodar sillas de ruedas, carritos de compra y otros equipajes, además de los pasajeros.
Cada pod está alimentado por cuatro baterías de automóvil [9], dando un promedio de 2 kW y agregando un 8% al peso bruto del vehículo. Otras especificaciones incluyen un radio de giro de 5 m, un requerimiento de energía de 0,55 MJ por pasajero-kilómetro, y niveles de ruido de funcionamiento de 35 dBA a 21,6 km / h, medidos a una distancia de 10 m.
La compañía también ha desarrollado diseños para una versión de carga. Tiene el mismo aspecto externo que la versión para pasajeros, pero todo su espacio interno está adaptado para albergar una cápsula de carga. Pueden ser valiosos en entornos aeroportuarios, donde la red se puede utilizar para transportar pequeñas cargas.
Tecnología de control
Según Ultra, su sistema de control tiene tres niveles separados de operación, con las siguientes características:
Control síncrono central
Asigna inmediatamente al pasajero un vehículo
Indica al vehículo que siga un camino establecido y el tiempo para llegar al destino
Asegura que no haya interacción entre los vehículos
Administra vehículos vacíos
Control autónomo del vehículo
Recibe instrucciones del control síncrono central
Navega la cápsula hasta su destino utilizando continuamente láser para verificar la posición y el rumbo del vehículo
Sistema de protección automática del vehículo
Basado en sistemas de señalización de bloque fijo como ferrocarriles
Los bucles inductivos colocados en la guía interactúan con los sensores del vehículo
Cada vehículo debe recibir una señal constante de "proceder" para moverse
La señal se inhibe en un área directamente detrás de cada pod para detener automáticamente a otros que se acercan; que proporciona un sistema a prueba de fallas que es independiente de otras capas de control.